# The Millionaire Detective Balance: Unlimited
The Millionaire Detective Balance: Unlimited (яп. 富豪刑事 Balance:UNLIMITED, Гепберн: Fugō Keiji Baransu Anrimiteddo, Детектив-мільйонер: Невичерпний баланс) — японський аніме-серіал виробництва CloverWorks, режисер Томохіко Іто, натхненний романом «Детектив-мільйонер», написаним Ясутакою Тсутсуї.
Прем'єра відбулася 9 квітня 2020 року в блоці аніме програм Noitamina на Fuji TV, але після другого епізоду показ було відкладено через пандемію COVID-19. Серіал відновив трансляцію з 16 липня по 24 вересня 2020 року.

## Сюжет
Світом керують вічнозелені папірчики. Цього правила та девізу дотримується головний персонаж цього аніме Дайсуке Камбе. Детектив упевнений, що за будь-яку послугу та дію треба платити, тому немає нічого дивного в тому, що він бере добру плату за свої розслідування, які, до речі, проводить на п'ять із плюсом. Щоправда, далеко не всіх влаштовує така політика головного персонажа. Через прагнення заробляти дуже багато він змушений піти зі столичної поліції, а невдовзі взагалі опиняється в особливому відділенні боротьби з небезпечними сучасними злочинцями. Сюди, здається, потрапляють усі невигідні поліцейські, які так чи інакше не припали до душі керівництву, що бажало бачити своїх підлеглих скромними та дієвими. Разом із Дайсуке тепер працює Хару Като — так уже встановило керівництво. Останній, як не дивно, теж не поділяє методи головного персонажа, а також не розуміє його прагнення грошей, будучи переконаним у тому, що щастя за гроші навряд чи можна купити, хоч будь ти мільярдером. Незважаючи на деяке нерозуміння, детективи мають звикнути один до одного і стати гідними товаришами.

## Персонажі
Дайсуке Камбе (яп. 神戸大助, Гепберн: Kanbe Daisuke)
Глава надзвичайно багатої та впливової родини Камбе. Як поліцейський, він використовує свої неймовірні статки та колекцію передових гаджетів, щоб прагматично розкривати злочини, часто вдаючись до відвертого хабарництва як методу розслідування. Дайсуке — досвідчений боєць із напрочуд сталевими нервами, який не збентежується навіть перед обличчям небезпеки. Зараз він є членом оперативної групи із запобігання сучасним злочинам і часто працює з детективом Хару Като, якого часто дратує звичка Дайсуке вирішувати справи за допомогою грошей. Дворецький зі штучним інтелектом, HEUSC, зазвичай допомагає Дайсуке. Сучасний помічник зазвичай допомагає йому переказувати гроші та зламувати інші пристрої.

Хару Като (яп. 加藤春, Гепберн: Katō Haru)
Сейю: Міяно Мамору
Молодий детектив із тієї самої оперативної групи, що й Камбе Дайсуке, хоча раніше він був детективом у відділі 1, але був примусово переведений після інциденту, який збентежив поліцію. Він захоплений своєю роботою, але має запальний характер, особливо в оточенні Камбе або коли невинні люди знаходяться в небезпеці. Зокрема, його дратує позиція Камбе, що гроші можуть розв'язувати будь-яку проблему.

Юкіхіро Кійомізу (яп. 清水幸宏, Гепберн: Kiyomizu Yukihiro)
Старший офіцер оперативної групи із запобігання сучасним злочинам, бос Като. Він дуже невимушений, досить веселий і дуже довіряє своїм підлеглим. Зазвичай він сидить за своїм столом і насолоджується своїм хобі, будувати пластикові моделі.

Чосуке Накамото (яп. 仲本長介, Гепберн: Nakamoto Chōsuke)
Найстарший член оперативної групи та ветеран колишнього слідчого відділу. Като дуже поважає здібності та досвід Накамото. Він виглядає дуже співчутливим і використовує це, щоб маніпулювати зізнаннями злочинців. Він все життя завзятий курець.

Шінносуке Камей (яп. 亀井新之助, Гепберн: Kamei Shinnosuke)
Інший член оперативної групи працює тільки тоді, коли хоче, і не отримує особливого задоволення від своєї роботи. Його головна мета — справити враження на Мотояму з відділу безпеки.

Махоро Саекі (яп. 佐伯まほろ, Гепберн: Saeki Mahoro)
Єдина жінка в оперативній групі з пристрастю до солодощів і снеків. Зазвичай її можна знайти в штаб-квартирі, вона або п'є чашку чаю, або перевіряє, чи немає нових робочих місць в офісі.

Тепей Юмото (яп. 湯本鉄平, Гепберн: Yumoto Teppei)
Ще один член оперативної групи. Він любить азартні ігри, віддаючи перевагу кінним і човновим перегонам.

Кацухіро Такей (яп. 武井克弘, Гепберн: Takei Katsuhiro)
Нинішній начальник першого відділу, колишній бос Като. Він вважає за краще брати на себе відповідальність; всі його підлеглі дуже довіряють йому. Всупереч тому, що він більше не є босом Като, він все ще піклується про нього.

Рьо Хосіно (яп. 星野涼, Гепберн: Hoshino Ryō)
Детектив з першого відділу. Він дуже серйозно ставиться до своєї роботи. Він був партнером Като в минулому, але тепер у них, натягнуті стосунки.

Сузуе Камбе (яп. 神戸鈴江, Гепберн: Kanbe Suzue)
Геніальна майстриня і сестра Дайсуке Камбе. Вона використовує свою невинну зовнішність у своїх інтересах, що дозволяє їй виконувати роботу під прикриттям. Вони з Камбе живуть разом у сімейному особняку та мають хороші стосунки. Попри небезпеку її роботи, Камбе ніколи не зупиняє її, оскільки він знає, що вона компетентна. Працюючи разом, вони з Камбе є дуже ефективною командою.

HEUSC (яп. ヒュスク, Гепберн: Hyusuku)
Описується як дворецький Камбе, який спілкується лише через навушник Камбе та екран комп'ютера в протисонцевих окулярах. HEUSC — це передова програма штучного інтелекту, яка миттєво реагує на запити Kambe і може, здавалося б, маніпулювати іншими комп'ютерними системами за бажанням.

## Виготовлення та випуск
20 січня 2020 року Ноітаміна оголосила, що новий аніме-телевізійний серіал режисера Томохіко Іто знаходиться у виробництві. Анімація серіалу створена компанією CloverWorks. Таку Кісімото створив композицію серіалу, Кейго Сасакі розробив персонажів, а Юго Канно написав музику серіалу. Опенінг під назвою «Навігатор» виконує SixTones, а Окамото виконує пісню «Welcome My Friend» для ендінгу. Прем'єра перших двох епізодів серіалу відбулася 9 квітня 2020 року та 16 квітня 2020 року відповідно, але довелося відкласти наступні епізоди через пандемію COVID-19. Трансляція серіалу відновилася 16 липня 2020 року і завершилася 24 вересня 2020 року.
Компанія Aniplex of America отримала ліцензію на серіал і транслювала його за межами Азії на FunimationNow, AnimeLab і Wakanim. У Південно-Східній та Південній Азії серіал ліцензований Medialink і випущений на YouTube-каналі Ani-One, а в Південно-Східній Азії — IQIYI.